# Hästkarl
Hästkarl, wrangler, person som tar hand om hästar.
Förr i tiden när hästen användes inte bara i strid, utan i arbete, så fanns det män som hade speciellt stora kunskaper om hästar. Det ansågs inte som en kvinnosyssla att hantera hästar. Vanligtvis var dessa hästkarlar uppväxta med hästar omkring sig och kunskapen om hästars psyke gick i arv från generation till generation. I en by, där många bönder använde hästar i jordbruket, var det inte alls säkert att varje bonde visste särskilt mycket om sitt djur. Men det fanns ofta en och annan "hästkarl" att tillgå som kunde korrigera hästen.
Än idag refererar man till hästkarl, när en man är uttalat duktig på att hantera häst. Jämför från hingstkarl, män som var speciellt duktiga på att hantera hingstar, för en okunnig en ganska farlig sysselsättning.